# 日向島
日向島（ひなたじま）は、三重県鳥羽市小浜町の鳥羽湾にある無人島。通称「イルカ島」として知られている。

## 概要
鳥羽市中心地の北約3 kmに位置し、面積は、0.11 km²、周囲は2 km。最高点の標高は56 m。南西の鳥羽市小浜町の陸地からの最短距離は、およそ50 m。北西端の岬は荒岬、北東端の岬は「たぬきの鼻」、南東端の岬は「かもめの鼻」、北端にある岩礁のような小さな島は「いの貝島」と呼ばれている。北東端の岬のたぬきの鼻と答志島の島ヶ崎との距離はおよそ0.7 kmで、この区間は桃取水道と呼ばれている。陸地側の小浜半島から日向島を経由して答志島を結ぶ「答志島架橋」（離島架橋）の構想がある。鳥羽藩が鯔漁の見張り小屋として設けていた「日向島の魚見小屋」（荒見小屋）が、鳥羽市の文化財の指定を受けている。以前は答志郡小浜村に属していて集落があったが、現在は無人島となっている。島全体が伊勢志摩国立公園の特別地域、周辺の海域がその普通地域の指定を受けている。日向島最東端から南側の海域が鳥羽港の港湾区域の指定を受けている。1996年（平成8年）度の来島者数は、159,114人。海岸付近には、アイナメ、カレイ、キス、クロダイ、メバルなどの魚類が生息する。北西と南東には砂浜があり、西の浜海水浴場と日向浜海水浴場として利用されている。島の北側には陸地からの送電線の鉄塔があり、隣接する答志島へ送電されている。島の北側には日向稲荷大明神がある。

## 観光

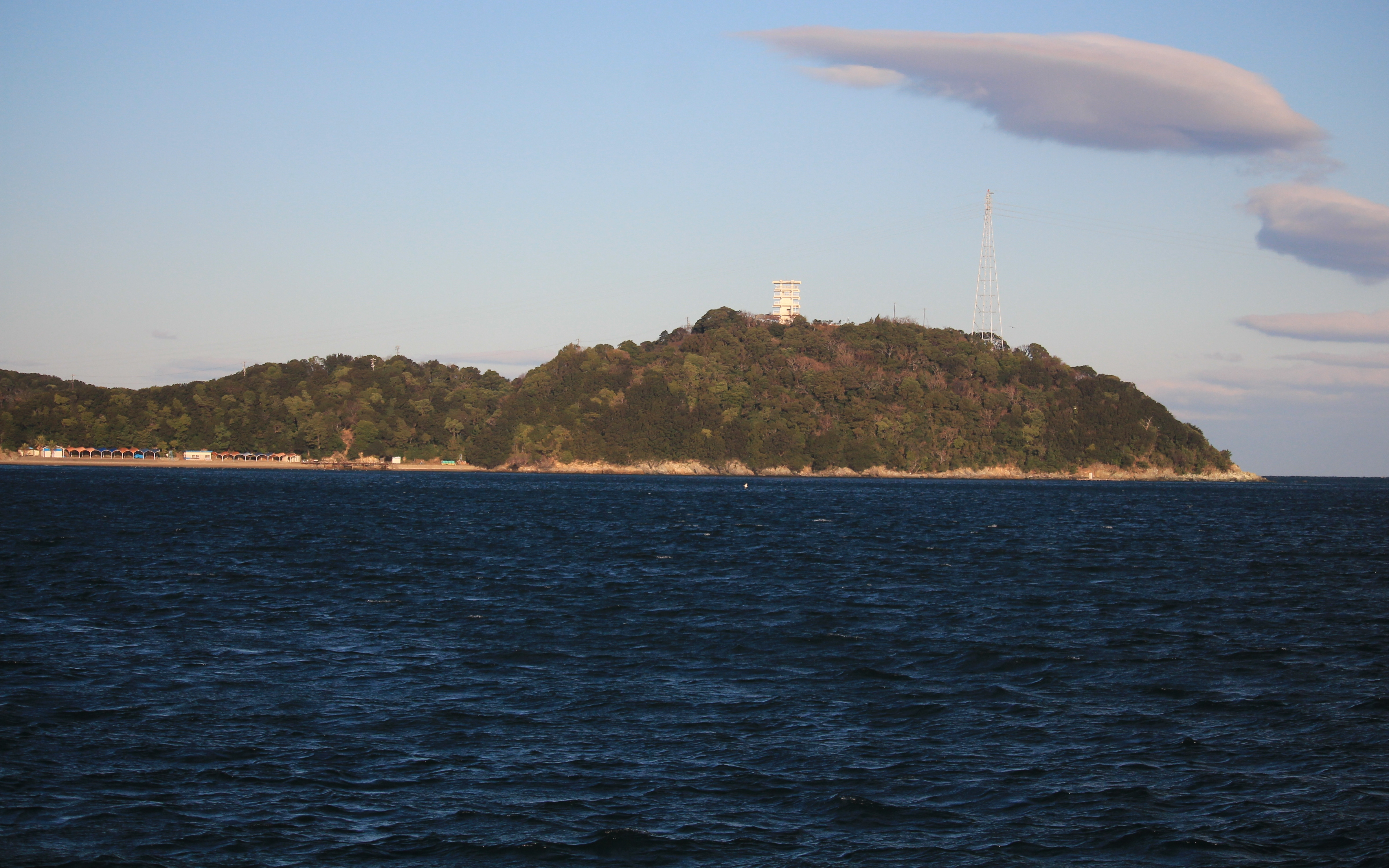
東岸にある日向浜海水浴場

島内には宿泊施設はなく、バンガロー村（キャンプ場）が開設されていた。

### イルカ島海洋遊園地

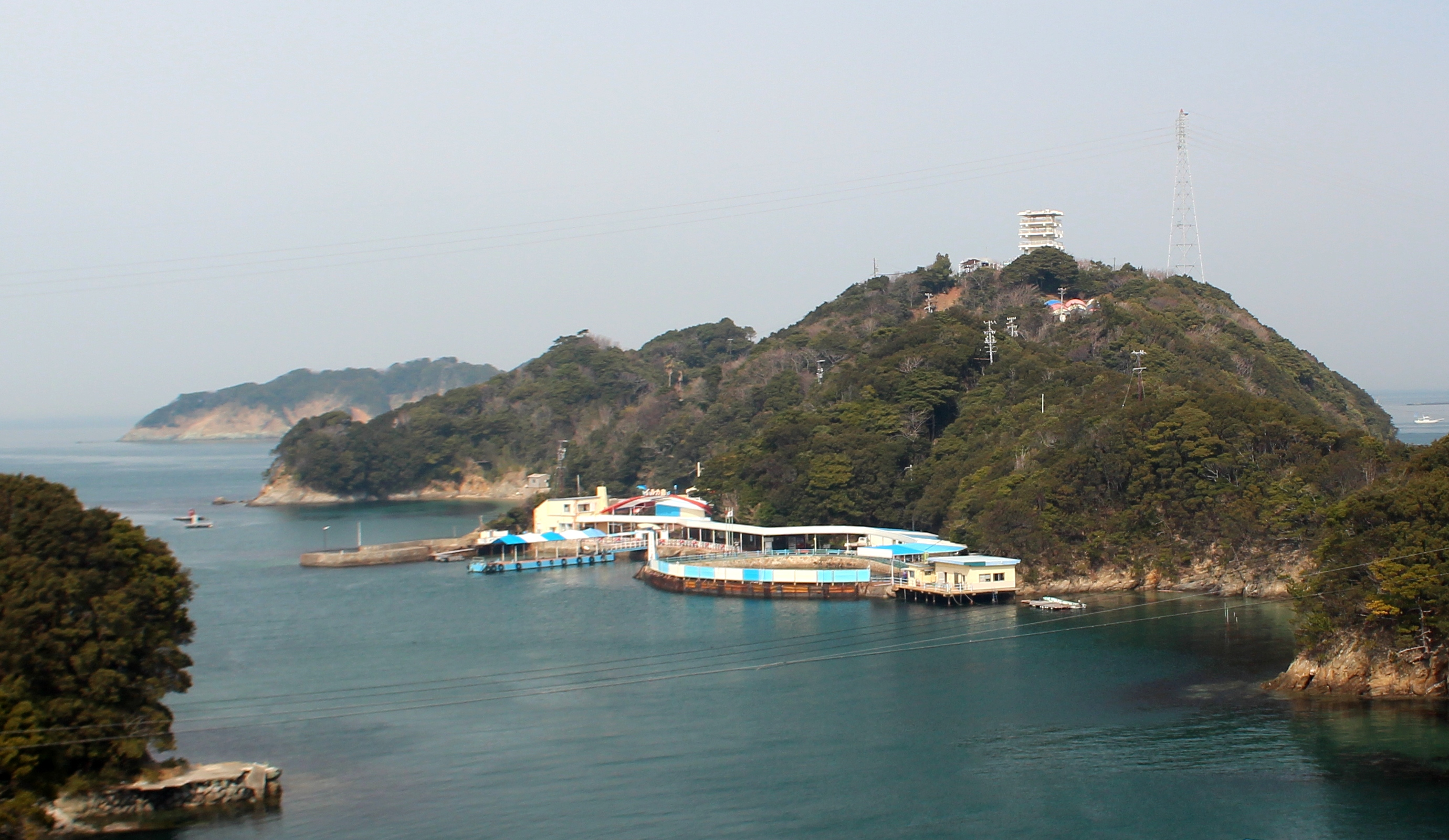
西側にある観光船桟橋
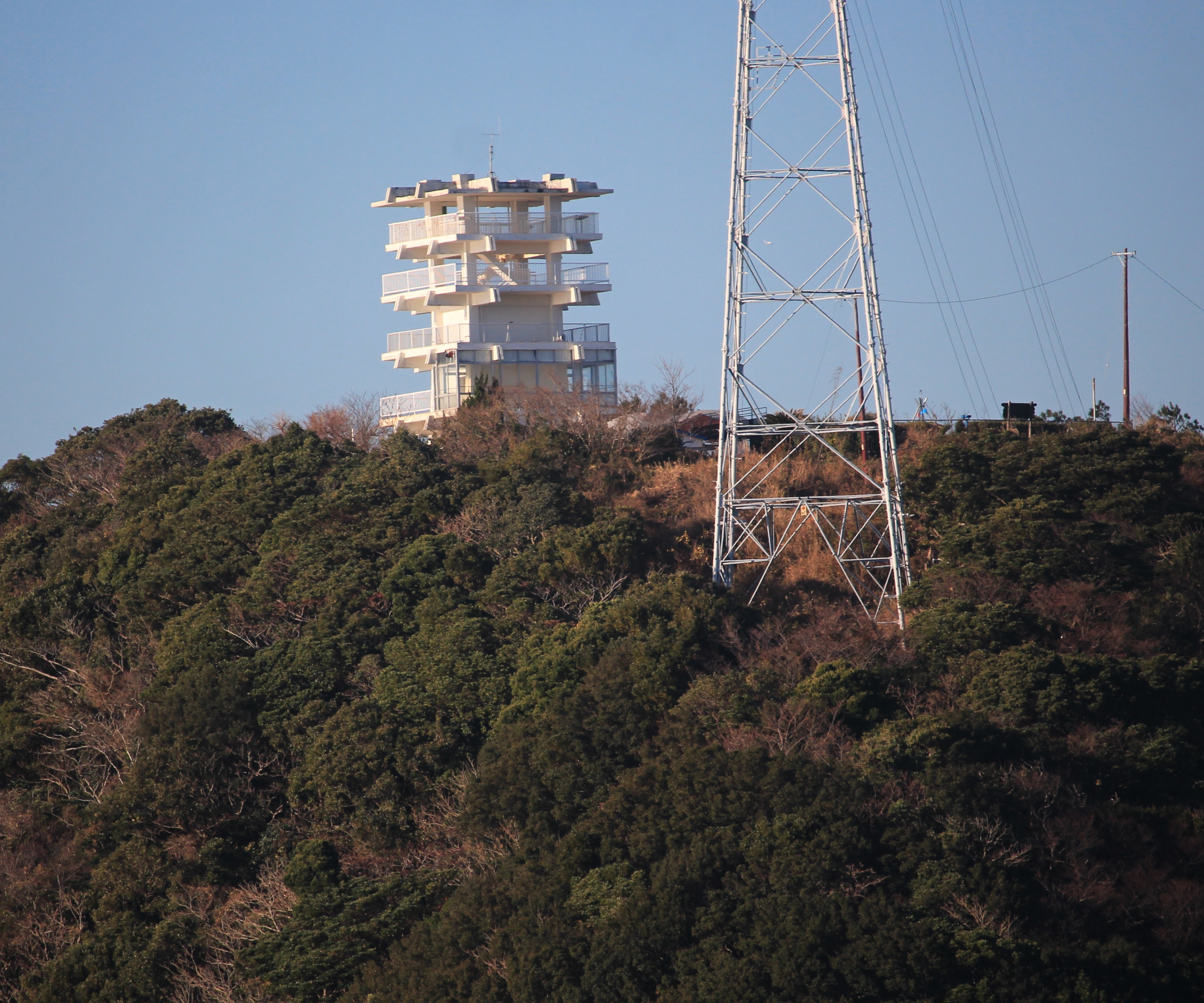
島の山頂部ある富士見展望台

1959年（昭和34年）3月に志摩マリンレジャーが「イルカ島海洋遊園地」を開業し、島全体が遊園地となっている。島内には遊歩道が整備されていて、以下の施設がある。
観光船桟橋
島の西側にあり、入島ゲート部周辺には志摩マリンレジャーの事務所、売店、食堂（フリッパーズキッチン）、リッパープール、展望リフト桟橋駅などがある。
イルカ池・フリッパープール
ハンドウイルカによるイルカショーが演じられている。
かもめ劇場
山上部にあり、アシカショーが演じられている。
ハートロックベル
リフト山頂駅周辺にあるイルカをモチーフとしたモニュメント。
展望広場
リフト山頂駅周辺には展望広場があり、島の山頂部には富士見展望台が設置されていて、鳥羽湾に浮かぶ周辺の島並みや、対岸の愛知県側の知多半島と渥美半島なども望むことができる。
- 西側にある観光船桟橋
- 島の山頂部ある富士見展望台

### 海水浴場
イルカ池から徒歩で遊歩道のトンネルを抜けて東岸に進むと日向浜海水浴場があり、日よけのテントが設置されている。

### 海釣り
海釣りのスポットとなっていて、春と秋にはイルカ島磯釣大会が開催されている。

## 交通アクセス
伊勢自動車道伊勢インターチェンジから伊勢二見鳥羽有料道路鳥羽インターチェンジ経由で鳥羽マリンターミナルまで約15分。東海旅客鉄道（JR東海）と近畿日本鉄道（近鉄）の鳥羽駅の東にある鳥羽港の鳥羽マリンターミナルおよび真珠島・水族館前から、志摩マリンレジャーの鳥羽湾をめぐりイルカ島に寄港する観光船（龍宮城、フラワーマーメイド、みつしま）が運行されている。所要時間は15分。鳥羽湾めぐりとイルカ島の遊覧船の運賃には、イルカ島入園料が含まれている。島内には、観光船の桟橋駅から山頂駅までの有料の一人乗り展望リフトが運行されている。

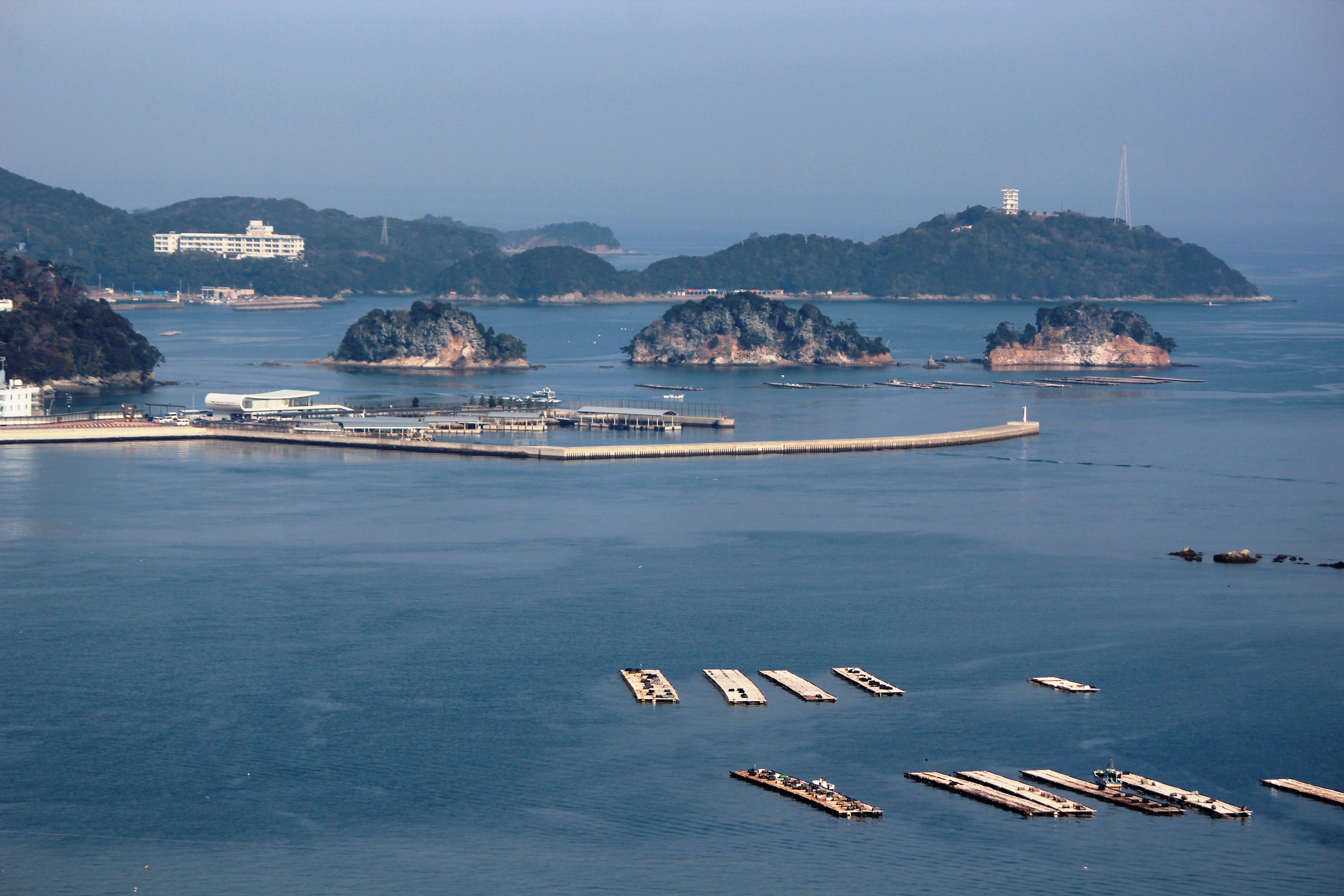
鳥羽港の鳥羽マリンターミナルと佐田浜桟橋その背後に三ツ島と日向島
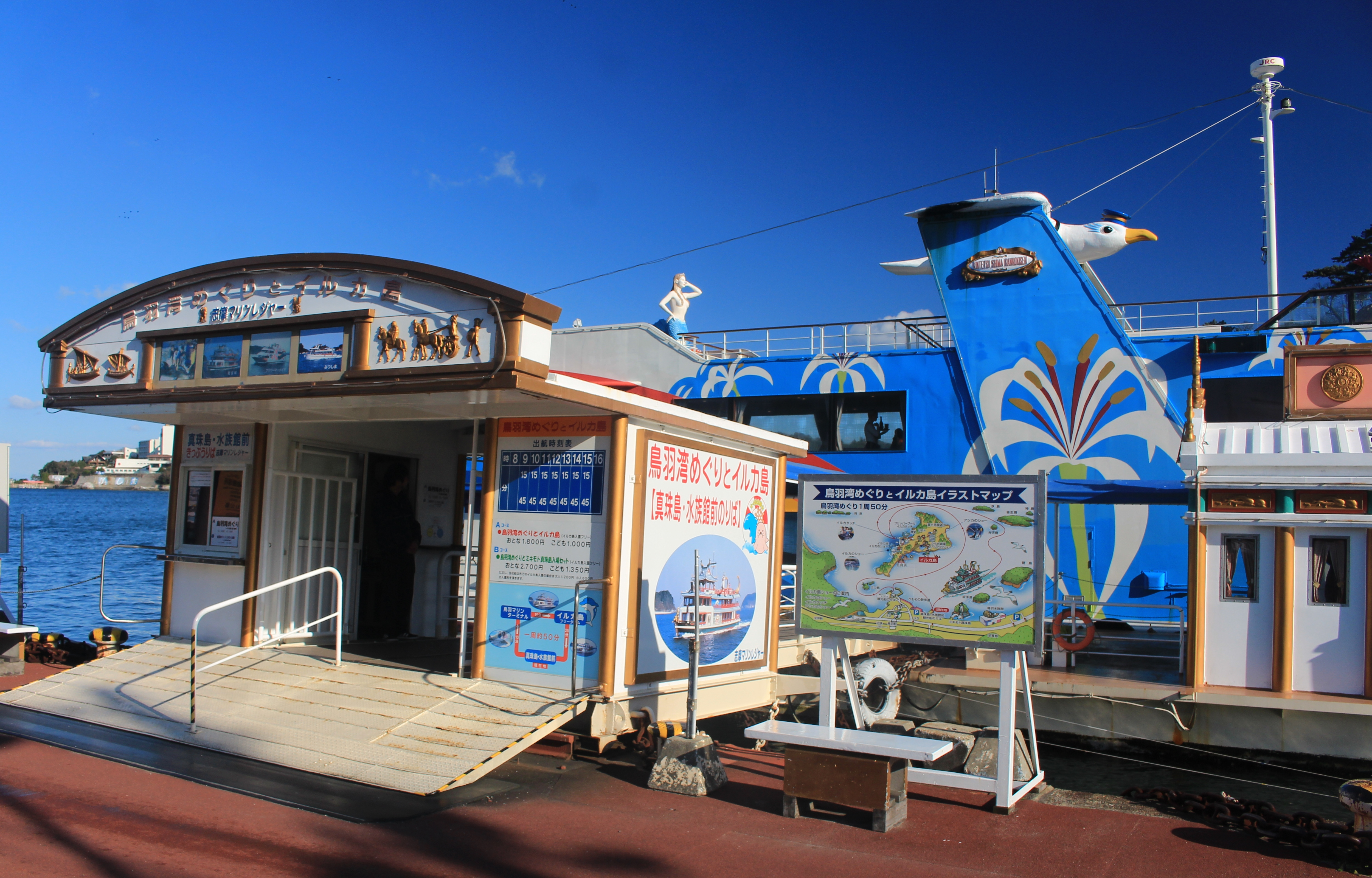
志摩マリンレジャーの観光船のりば「真珠島・水族館前」と観光船「フラワーマーメイド」